# Höhenmeter
Der Begriff Höhenmeter (vielfach abgekürzt: Hm) bezeichnet im Allgemeinen die Differenz zwischen zwei Punkten im Gelände in der Vertikale, die Höhendifferenz, z. B. „Zwischen Basislager und Höhenlager lagen 1000 Höhenmeter“. Die Einheit eines Höhenmeters ist diejenige der Geländehöhen, also in der Regel der Meter. 
Die Höhe des Geländes selbst wird als Höhe über dem Meeresspiegel angegeben. 
Alternativ bezeichnet man damit auch die absolute Summe aller positiven und negativen Geländehöhendifferenzen, welche beim Bewältigen einer bestimmten Fahr- oder Wanderroute oder einer anderen Bewegung in Form von Aufwärts- oder Abwärtsbewegungen zu überwinden sind (aussummierte Höhendifferenzen).
Mit der Angabe der Höhenmeter soll insbesondere im Sport der Schwierigkeitsgrad einer Fahr- oder Wanderroute quantifiziert werden. Je mehr (positive) Höhenmeter eine Wanderung hat, desto mehr Arbeit gegen die Schwerkraft muss ein Wanderer leisten. Da zu Fuß auch der Abstieg anstrengend ist, machen auch negative Höhenmeter eine Tour anspruchsvoll.

## Verwendung
Der Begriff „Höhenmeter“ (mögliche Abkürzungen: Hm, hm, HM, mH) wird vor allem im Sport als Maßeinheit verwendet. Zu beachten ist, dass die Abkürzung „hm“ nicht mit der SI-Einheit „Hektometer=100 Meter“ verwechselt wird.
Die Auslegung ist nicht einheitlich und kann je nach Sportart und Fachgebiet variieren:
- Im Lauf- und Bergsport werden für eine definierte Strecke die Höhenmeter entweder mit einer einfachen Meterzahl (z. B. 300 Höhenmeter) oder mit einer Meterzahl mit Präfix „±“ (z. B. ± 500 Höhenmeter) angegeben. Die erste Schreibform gibt nur die aufwärts zu laufenden Höhenmeter an. Die Angabe der Höhenmeter mit „±“ bezeichnet dagegen die Summe der Höhenmeter auf der Strecke in einer bestimmten Richtung.
- Im Radsport sowie in anderen Sportarten, bei denen die Abwärtsbewegungen kraftmäßig erheblich weniger bedeutend sind als die Aufwärtsbewegungen, wird unter Höhenmeter in der Regel nur die Summe der in Aufwärtsbewegung zu überwindenden Höhendifferenzen verstanden.